# Anna C. Gilbert
Anna Catherine Gilbert (* 14. Januar 1972) ist eine US-amerikanische Mathematikerin.
Gilbert studierte an der University of Chicago mit dem Bachelor-Abschluss 1993 und wurde 1997 an der Princeton University bei Ingrid Daubechies promoviert (Multiresolution homogenization schemes for differential equations and applications). Als Post-Doktorandin war sie an den ATT Laboratories in Florham Park in New Jersey, an der Yale University und der Stanford University.  Ab 1998 war sie an den ATT Laboratories, ab 2002 als Principal Technical Staff Member. 2004 wurde sie Assistant Professor, 2007 Associate Professor und 2010 Professor an der University of Michigan (ab 2014 als Herman H. Goldstine Collegiate Professor).
Sie befasst sich mit Netzwerken, Algorithmen (speziell sublineare und Streaming-Algorithmen), Signalverarbeitung, Stochastik und Analysis und insbesondere randomisierte Algorithmen mit Anwendung in Netzwerken, harmonischer Analysis (Wavelets), Big Data und Signal- und Bildverarbeitung. Sie arbeitete über dünnbesetzte Näherungen  in der Signalverarbeitung, bei Sensor-Netzwerken, biologisches Screening mit hohem Durchsatz, Verkehrsanalyse in Netzwerken und inversen Problemen.
2014 war sie eingeladene Sprecherin auf dem Internationalen Mathematikerkongress in Seoul (Sparse Analysis). 2006 war sie Sloan Fellow und erhielt einen NSF Career Award und 2013 erhielt sie den Ralph E. Kleinman Prize der SIAM. 2008 erhielt sie den Douglas Engelbart Best Paper Award der ACM für The very small world of the well connected.

## Schriften (Auswahl)
Außer den in den Fußnoten zitierten Arbeiten:
- mit I. Daubechies: Harmonic analysis, wavelets, and applications. In: Luis Cafarelli, E. Weinen (Hrsg.): Hyperbolic Equations and Frequency Interactions. (= IAS/Park City Mathematics Series. Band 5). 1998.
- mit A. Feldmann und W. Willinger: Data networks as cascades: Investigating the multifractal nature of Internet WAN traffic. In: Proc. of the ACM SIGCOMM'98. Vancouver, B.C. 1998, S. 42–55.
- Multiscale analysis and data networks. In: Applied and Computational Harmonic Analysis. Band 10, 2001, S. 185–202.
- mit J. Zou, A. Gilbert und M. Strauss: Theoretical and Experimental Analysis of a Randomized Algorithm for Sparse Fourier Transform Analysis. In: Journal of Computational Physics. Band 211, 2006, S. 572–595.
- mit Joel A. Tropp: Signal recovery from random measurements via Orthogonal Matching Pursuit. In: IEEE Trans. on Info. Theory. Band 53, Nr. 12, 2007, S. 4655–4666.
- mit M. J. Strauss und J. A. Tropp: A Tutorial on Fast Fourier Sampling. In: IEEE Signal Processing Magazine. Band. 25, Nr. 2, 2008, S. 57–66.
- mit  Martin J. Strauss, Joel A. Tropp und Roman Vershynin: One sketch for all: fast algorithms for compressed sensing. In: Proc. of ACM Symposium on Theory of Computing 2007. STOC, 2007, S. 237–246.
- mit Yi Li, Ely Porat und Martin J. Strauss: Approximate sparse recovery: optimizing time and measurements. In: Proc. of ACM Symposium on Theory of Computing 2010. STOC, 2010, S. 475–484.